# Goulds
Goulds es un lugar designado por el censo ubicado en el condado de Miami-Dade en el estado estadounidense de Florida. En el Censo de 2010 tenía una población de 10.103 habitantes y una densidad poblacional de 1.328,15 personas por km².

## Geografía
Goulds se encuentra ubicado en las coordenadas 25°33′41″N 80°23′17″O / 25.56139, -80.38806. Según la Oficina del Censo de los Estados Unidos, Goulds tiene una superficie total de 7.61 km², de la cual 7.53 km² corresponden a tierra firme y (1.02%) 0.08 km² es agua.

## Demografía
Según el censo de 2010, había 10.103 personas residiendo en Goulds. La densidad de población era de 1.328,15 hab./km². De los 10.103 habitantes, Goulds estaba compuesto por el 39.09% blancos, el 55.21% eran afroamericanos, el 0.17% eran amerindios, el 0.64% eran asiáticos, el 0% eran isleños del Pacífico, el 2.54% eran de otras razas y el 2.35% pertenecían a dos o más razas. Del total de la población el 41.02% eran hispanos o latinos de cualquier raza.